# SMP Racing
SMP Racing — российская автогоночная команда со штаб-квартирой в Москве, созданная в 2013 году на базе команды Russian Bears Motorsport Борисом Ротенбергом, совладельцем СМП банка.

## История
Цель SMP Racing — популяризация автомобильного спорта в России: обучать и раскрывать новые таланты в этом виде спорта, что выражено в её девизе: «Программа развития российского автоспорта». Учебный центр SMP Racing находится в Ле-Люк, Франция.

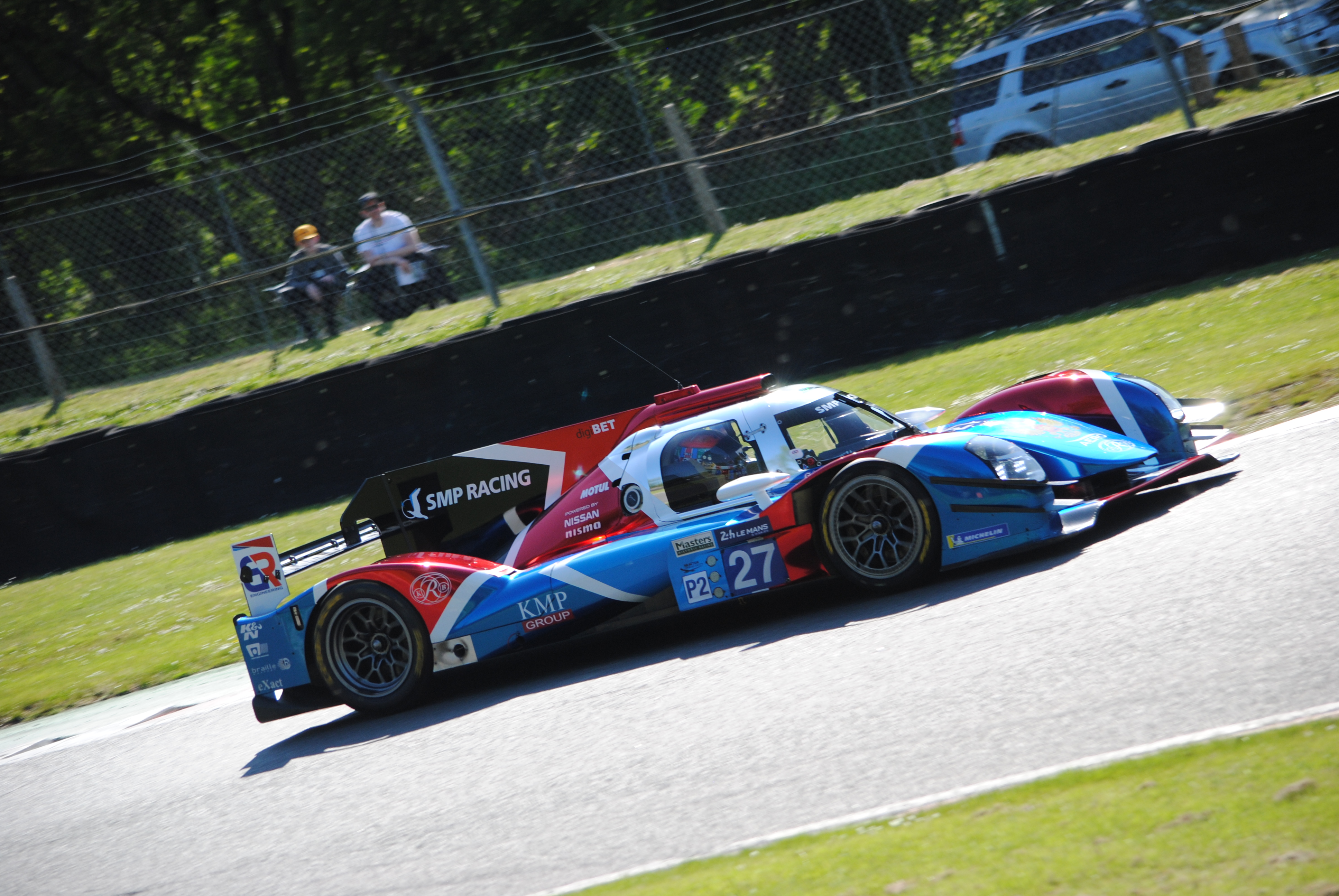
Автомобиль BR01

В ноябре 2014 года команда представила первый автомобиль собственного производства BR01, который планировалось использовать на соревнованиях 2015 года.
SMP Racing была участницей Чемпионат мира по автогонкам на выносливость в сезоне 2018/2019.
18 мая 2021 года команда представила автомобиль собственного производства BR03, который используется в СМП РСКГ Эндуранс.
В числе гонщиков, выступавших в SMP Racing: Михаил Алёшин, Владимир Атоев, Михаэль Белов, Алексей Корнеев, Кирилл Ладыгин, Роберт Шварцман, Ирина Сидоркова, Сергей Сироткин, Александр Смоляр, Никита Троицкий, Кирилл Смаль и другие.